# Cryptochiridae
Super-famille
Famille
Les Cryptochiridae sont une famille de crabes, la seule de la super-famille des Cryptochiroidea. Elle comprend 46 espèces dans 20 genres.
Chez de nombreuses espèces de cette famille, les femelles vivent enfermées dans des galles qu'elles forment dans le corail. Ce comportement a été tout spécialement étudié chez Hapalocarcinus marsupialis.

## Liste des genres
Selon World Register of Marine Species (14 mai 2014) :

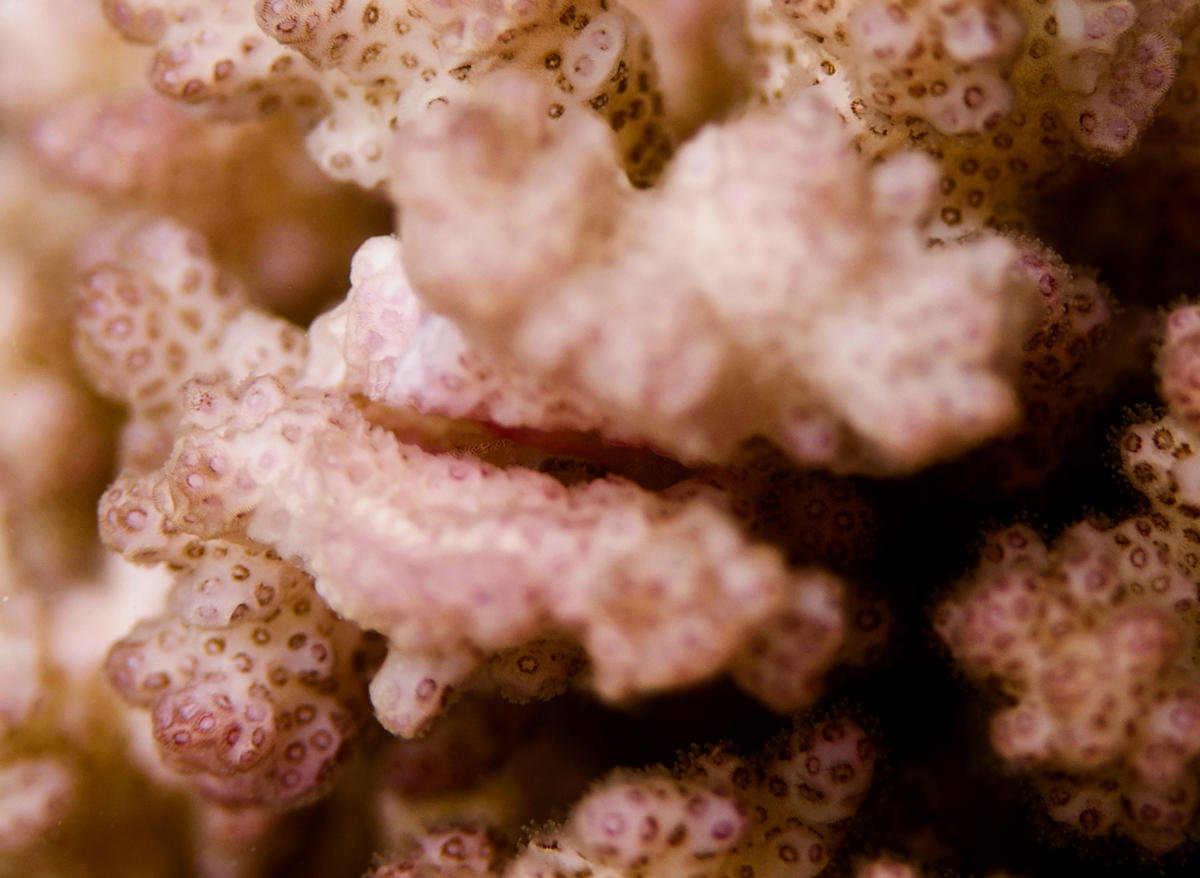
Cette galle de corail Pocillopora s’est constituée autour d’une femelle de crabe Cryptochiridae, qui trouve sa protection dans cette prison à vie.

- genre Cecidocarcinus Kropp & Manning, 1987
- genre Cryptochirus Heller, 1861
- genre Dacryomaia Kropp, 1990
- genre Detocarcinus Kropp & Manning, 1987
- genre Fizesereneia Takeda & Tamura, 1980
- genre Fungicola Serène, 1966
- genre Hapalocarcinus Stimpson, 1859
- genre Hiroia Takeda & Tamura, 1981
- genre Kroppcarcinus Badaro, Neves, Castro & Johnsson, 2012
- genre Lithoscaptus A. Milne-Edwards, 1862
- genre Luciades Kropp & Manning, 1996
- genre Neotroglocarcinus Takeda & Tamura, 1980
- genre Opecarcinus Kropp & Manning, 1987
- genre Pelycomaia Kropp, 1990
- genre Pseudocryptochirus Hiro, 1938
- genre Pseudohapalocarcinus Fize & Serène, 1956
- genre Sphenomaia Kropp, 1990
- genre Troglocarcinus Verrill, 1908
- genre Utinomiella Kropp & Takeda, 1988
- genre Xynomaia Kropp, 1990
- genre Zibrovia Kropp & Manning, 1996

## Référence
- Paulson, 1875 : Izledovaniya rakoobraznvkh krasnago morya s zametkami otnositel'no rakoobraznykh drugikh morei. Chast' 1, Podophthalmata i Edriophthalmata (Cumacea) (Studies on Crustacea of the Red Sea with notes regarding other seas. Part I. Podophthalmata and Edriophthalmata (Cumacea). Kiev, p. 1-144.

## Sources
- Ng, Guinot & Davie, 2008 : Systema Brachyurorum: Part I. An annotated checklist of extant brachyuran crabs of the world. Raffles Bulletin of Zoology Supplement, n. 17 p. 1–286.